# Hyalomis espia
Hyalomis espia är en fjärilsart som beskrevs av Paul Dognin 1897. Hyalomis espia ingår i släktet Hyalomis och familjen björnspinnare. Inga underarter finns listade i Catalogue of Life.